# Trichomyia itabunensis
Trichomyia itabunensis är en tvåvingeart som beskrevs av Freddy Bravo 2002. Trichomyia itabunensis ingår i släktet Trichomyia och familjen fjärilsmyggor. Inga underarter finns listade i Catalogue of Life.